# Ramón Gómez Ugalde
Ramón Gómez Ugalde (San Sebastián, 26 de noviembre de 1975) es un político español. Es portavoz del Grupo Popular en el Ayuntamiento de San Sebastián.

## Inicios
Diplomado en Turismo por la Universidad de Deusto y Técnico especialista en actividades turísticas, Ramón Gómez Ugalde ingresó en las Nuevas Generaciones de Guipúzcoa en 1993 (con 18 años), donde formó parte de un equipo que, tras el secuestro y asesinato de uno de sus compañeros en 1997 a manos de la banda terrorista ETA, sería denominado la generación Miguel Ángel Blanco y cuyos máximos representantes (Antonio Basagoiti e Iñaki Oyarzabal, entre otros) han dirigido PP Vasco. Ha reconocido tener como referente a Gregorio Ordóñez, líder donostiarra que le ánimo personalmente a meterse en política y le transmitió la pasión por el municipalismo.
Dos años después de afiliarse a Nuevas Generaciones, en las lecciones municipales de 1995, se incorporó al Ayuntamiento de Éibar como concejal del Partido Popular.

## Concejal en el Ayuntamiento de San Sebastián
Tras su paso por el municipio de Éibar, en 1999, su partido contó con él en las listas de la capital guipuzcoana. La composición política del Ayuntamiento a raíz de esos comicios dio lugar a un acuerdo de gobierno entre socialistas y populares. En consecuencia, Ramón Gómez Ugalde fue nombrado concejal delegado de Deportes y Turismo. En marzo del 2002, unas desavenencias con el proyecto urbanístico que pretendía aprobar el Grupo Socialista, provocan la ruptura del pacto municipal.
En las Elecciones Municipales de 2003 volvió a ser elegido concejal de San Sebastián. Meses antes de concluir la legislatura anunció su intención de abandonar la política activa al final de la misma; dando por terminada una trayectoria de doce años en la vida pública. El deseo de dedicarle más tiempo a su hija de diez meses es la causa del abandono.

## Parlamento Vasco
En 2009, tras pasar los últimos tres años como director ejecutivo del Grupo Afer, volvió a la política. Ramón Gómez Ugalde se convirtió en uno de los baluartes de la renovación del PP Vasco junto con otros jóvenes guipuzcoanos como Borja Sémper y Arantza Quiroga.
En las elecciones autonómicas de ese mismo año fue elegido parlamentario vasco por la provincia de Guipúzcoa. En su periodo en el Parlamento Vasco se dedicó, fundamentalmente, a la defensa de los intereses donostiarras. El 23 de septiembre de 2011 renunció a su acta como parlamentario para centrarse en la actividad municipal.

## Portavoz en el Ayuntamiento de San Sebastián
En marzo de 2011, siendo aún parlamentario, el PP Vasco mostró su confianza en él para encabezar la lista de los populares al Ayuntamiento de San Sebastián.  Con el lema "San Sebastián se mueve" su candidatura a la alcaldía se presentó en una campaña original. En la misma línea que la campaña de las Elecciones Autonómicas del 2009 de la que también formó parte.
La formación que lidera mantiene, tras las últimas elecciones, el mismo número de concejales (seis) que en los anteriores comicios. A pesar de ello, el Partido Popular consiguió subir mínimamente en votos y ser primera fuerza en cuatro barrios de la ciudad, tres más que en las Elecciones Municipales del 2007, gracias sobre todo al gran desplome del PSE-EE Aún y todo, el PP pasó en el cómputo global de la ciudad de ser la segunda fuerza más votada a ser la tercera, superando a la cuarta por solo unos cientos de votos.
En esta etapa ha emprendido varias acciones, habitualmente por medio de las nuevas tecnologías, para abrir la institución a los ciudadanos haciéndoles partícipes de la actividad municipal. Desde poner un teléfono personal a disposición de los donostiarras, hasta su actividad en las redes sociales. También ha introducido en la política donostiarra nuevos sistemas de participación como los hangouts.
A lo largo del mandato, Ramón Gómez Ugalde, ha planteado en varias ocasiones la necesidad de crear lazos comunes entre populares, socialistas y nacionalistas vascos, con el objetivo de salvar los intereses de la ciudad frente al gobierno de Bildu, cuyo modelo de ciudad dista mucho del de las otras formaciones políticas. Esta propuesta estuvo a punto de materializarse en una moción de censura propuesta por el portavoz popular que finalmente no presentó ante la falta de apoyos del resto de grupos.
Destaca en su labor municipal la defensa del metro de San Sebastián, la defensa de los intereses de  Sebastián ante su nombramiento como Capital Europea de la Cultura 2016 y la denuncia de privilegios del gobierno de Bildu en favor de miembros de la izquierda abertzale.

## Partido Popular de Guipúzcoa
El 28 de noviembre de 2009, se celebró el XII congreso del PP de Guipúzcoa en el Kursaal de San Sebastián. El presidente electo, Borja Sémper, protagonizó la renovación del partido en el territorio y presentó a Ramón Gómez Ugalde como vicepresidente, cargo que sigue ostentando. También pertenece al comité ejecutivo del PP Vasco.

## Lucha contra ETA
Ramón Gómez Ugalde ha estado en el punto de mira de la banda terrorista ETA desde 1998, año en que el comando Donosti atentó con una bomba en la vivienda de sus padres. En el año 2000 se repitió el ataque, esta vez con antorchas y cócteles molotov. En octubre del año 2002, al día siguiente de una manifestación multitudinaria promovida por el movimiento ciudadano ¡Basta Ya! en San Sebastián, aparecieron en el portal de la vivienda del edil pintadas amenazantes con el texto "PP vais a morir".
En el año 2007 fue desarticulado el comando Donosti y salió a la luz que la banda terrorista poseía información de Ramón Gómez Ugalde y su mujer, también miembro del Partido Popular de Guipúzcoa. Se descubrió que planeaban atentar contra sus vidas, si el preso etarra Iñaki de Juana Chaos fallecía durante una huelga de hambre. Todo ello, pese a haber anunciado ya su retirada de la vida pública.